# Esperimenti deduttivi di Ellery Queen
Esperimenti deduttivi di Ellery Queen (titolo originale Q.E.D.: Queen's Experiments in Detection) è la sesta raccolta di racconti polizieschi di Ellery Queen, pubblicata in volume nel 1968. Come tutte le antologie precedenti, raccoglie storie già precedentemente pubblicate su varie riviste (Argosy, This Week, Cavalier, Signature, MD e sulla Ellery Queen's Mystery Magazine) fra il 1949 e il 1966.

## Racconti
- Parola d'ordine: mum (Mum Is the Word)
- A scuola con Ellery Queen (Object Lesson)
- Sosta vietata (No Parking)
- Problemi di alloggio (No Place to Live)
- I miracoli accadono (Miracles Do Happen)
- La sposa solitaria (The Lonely Bride)
- Mistero alla Biblioteca del Congresso (Mystery at the Library of Congress)
- Il sosia (Dead Ringer)
- La lettera rotta (The Broken T)
- Un mezzo indizio (Half a Clue)
- Vigilia di nozze (Eve of the Wedding)
- L'ultimo a morire (Last Man to Die)
- Il patto (Payoff)
- Il Club dell'Enigma (The Little Spy)
- In mancanza del Presidente (The President Regrets)
- L'indizio di Abraham Lincoln (Abraham Lincoln's Clue)

## Critica
"Un racconto storico simile a L'avventura del mezzo decacent del Presidente (1946) riguarda un altro presidente degli Stati Uniti, L'indizio di Abraham Lincoln. In questa storia viene reso un affascinante omaggio a Howard Haycraft. I collezionisti che figurano in questa storia ricordano quelli di L'avventura dell'un penny nero e L'avventura dell'orologio sotto la campana di vetro.[...] Il concetto del Club dell'Enigma appare completamente in armonia con l'universo di Queen, popolato da strani individui. Si può diventarne soci solo risolvendo un enigma che gli altri hanno preparato in precedenza. Sembra assolutamente insolito che qualcuno voglia far parte di un club che ha il solo scopo di cercare di ingannare gli altri membri, ma forse non è così insolito nel mondo di Queen. Al giorno d'oggi dei club simili sono piuttosto comuni, anche se spesso i membri non si "incontrano" effettivamente... dato che lo fanno solo in senso virtuale. Diversi forum e siti di Internet (come quelli dedicati agli indovinelli matematici) sono basati sullo stesso concetto."

## Edizioni
- Ellery Queen, Esperimenti deduttivi di Ellery Queen, traduzioni di Hilia Brinis, Tina Honsel, Marcella Dallatorre, collana I Gialli Mondadori Classici (n. 1378), Arnoldo Mondadori Editore, 2015,  p. 220, ISSN 0009-8426 (WC · ACNP).